# 云南梅花草
云南梅花草（学名：Parnassia yunnanensis）为卫矛科梅花草属下的一个种。种加词 yunnanensis 意为“云南的”。

## 变种
云南梅花草有如下变种：
- 长柄云南梅花草[3][4]